# 桜木村
桜木村（さくらぎむら）は、かつて静岡県小笠郡にあった村。

## 沿革
- 1889年（明治22年）4月1日 - 町村制施行に伴い佐野郡に垂木村、雨桜村が発足。
- 1896年（明治29年）4月1日 - 郡の統合により小笠郡に所属。
- 1932年（昭和7年）10月1日 - 垂木村と雨桜村が合併し、桜木村が発足。
- 1954年（昭和29年）3月31日 - 小笠郡和田岡村と合併し、北小笠村となり消滅。

## 出身の人物
- 山崎知二（文学者） - 愛知大学文学部学部長